# Фёдор Ростиславич Чёрный
Фёдор Ростисла́вич Чёрный (Чермный) (около 1240 или 1 сентября 1233—1299) — князь ярославский, можайский и великий князь смоленский. Прозвище Чермный означает как рыжий, так и красивый.

## Биография
Родился около 1240 года (по другим данным — 1 сентября 1233) в Смоленске, третий сын смоленского князя Ростислава Мстиславича. Около 1260-го вступил в брак с Анастасией Васильевной, молодой ярославской княжной, дочерью Василия Всеволодовича, но фактически управление Ярославским княжеством после смерти всех мужчин первой ярославской княжеской династии было в руках её матери Ксении. В начале 1260-х родились две их дочери, а также сын Михаил.

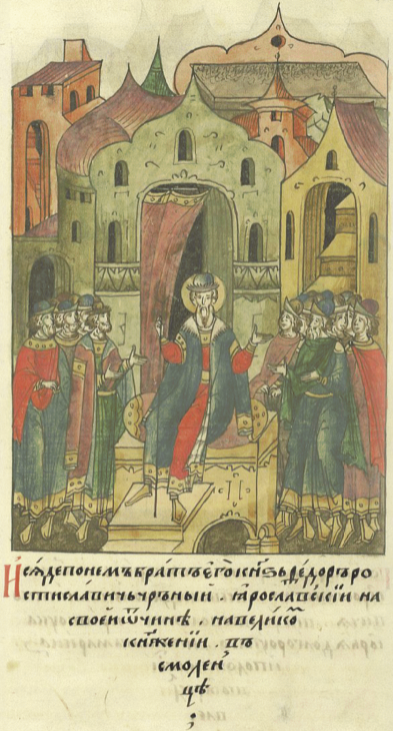
Фёдор Чёрный становится Смоленским князем

В период с не ранее 1266 по 1276 год, возможно, пребывал в Золотой Орде, где, по легенде, по мнению Евгения Ермолина, его полюбила ханша Джиджекхатунь, и благоволил хан Менгу-Тимур, они сватали свою дочь за него, несмотря на живую жену. Анастасия вскоре умерла, Фёдор пытался вернуться в Ярославль, но этому воспротивилась княгиня Ксения с боярами, объявившие князем малолетнего Михаила. Фёдор, оставшись в Орде, женился второй раз, на дочери хана, в православии Анне, получив за неё большое приданое (36 городов) и большой почёт у монголов. Родились сыновья Давид и Константин, в то время как старший сын Михаил умер в Ярославле. После этого Фёдор с семьёй отъехал в Ярославль с ханским ярлыком на княжение.
В 1276 году имя Фёдора впервые упомянуто в летописи в связи с погребением великого князя Василия Ярославича.
В 1275 году получил в наследство Можайск.
В 1277—1278 годах вместе с другими князьями участвовал в походах Орды против ясов и волжских булгар, брал ясский город Дедяков.
В 1278—1279 годах в Смоленске умерли его братья Глеб и Михаил, и Смоленское княжество перешло к Фёдору. В 1279—1281 годах он, предположительно, пребывал в Смоленске, а 1281—1292 годах — вновь в Орде, в том числе участвовал в междоусобице Андрея и Дмитрия Александровичей, закончившейся разорением в 1281 году ряда русских городов ордынцами и Андреем. В 1285 году безуспешно осаждал Смоленск Роман Старый, князь брянский. Однако в период до 1297 года в письме рижского архиепископа наместник Фёдора в Смоленске назван «князем брянским», что позволяет датировать появление смоленских князей в Брянске началом 1290-х годов, в том числе в связи с пресечением местной династии.
В 1293 году вместе с князем Андреем Александровичем Городецким участвовал в походе татарской рати под предводительством золотоордынского полководца Дюденя (Тудана) в Северо-Восточную Русь. В результате этого похода были разорены 14 городов, в числе которых Владимир, Суздаль, Юрьев, Переславль, Дмитров, Москва, Коломна, Можайск, Волок. В 1294 году Фёдор получил от пришедшего ко власти во Владимире Андрея Александровича Переяславль-Залесский, но Дмитрий Александрович отказался от великого княжения под условием возвращения ему Переяславля. Тогда Фёдор, уходя из города, сжёг его.
В 1297 году другой племянник Фёдора — Александр Глебович — «берёт лестью княжение смоленское», в 1298-м, а возможно, и повторно в 1299-м, Фёдор пытался безуспешно силой вернуть город.
Князь умер в 1299 году в Ярославле, приняв схиму. Глубина предсмертного покаяния явилась главным основанием его последующей канонизации. Ярославское княжение перешло к его сыну Давиду.

## Почитание в православии
Накануне присоединения Ярославля к Московскому государству, в 1463 году, архимандрит Христофор обрёл в ярославском Спасском монастыре мощи князя и его сыновей Давида и Константина, они были размещены в Спасо-Преображенском соборе монастыря. В 1467 году все трое были канонизированы. Это первые ярославские святые. В период с 1989 до 2011 года мощи ярославских чудотворцев находились в Федоровской церкви Ярославля, где сейчас остались только частички мощей. В настоящее время мощи покоятся в раке в новом Успенском соборе Ярославля.
Дни памяти:
- 19 сентября (2 октября) с великим славословием;
- 5 (18) марта — обретение мощей;
- 23 мая (5 июня) — Собор Ростовских святых;
- воскресенье перед 28 июля (10 августа) — Собор Смоленских святых
- 4 (17) октября — Собор Казанских святых

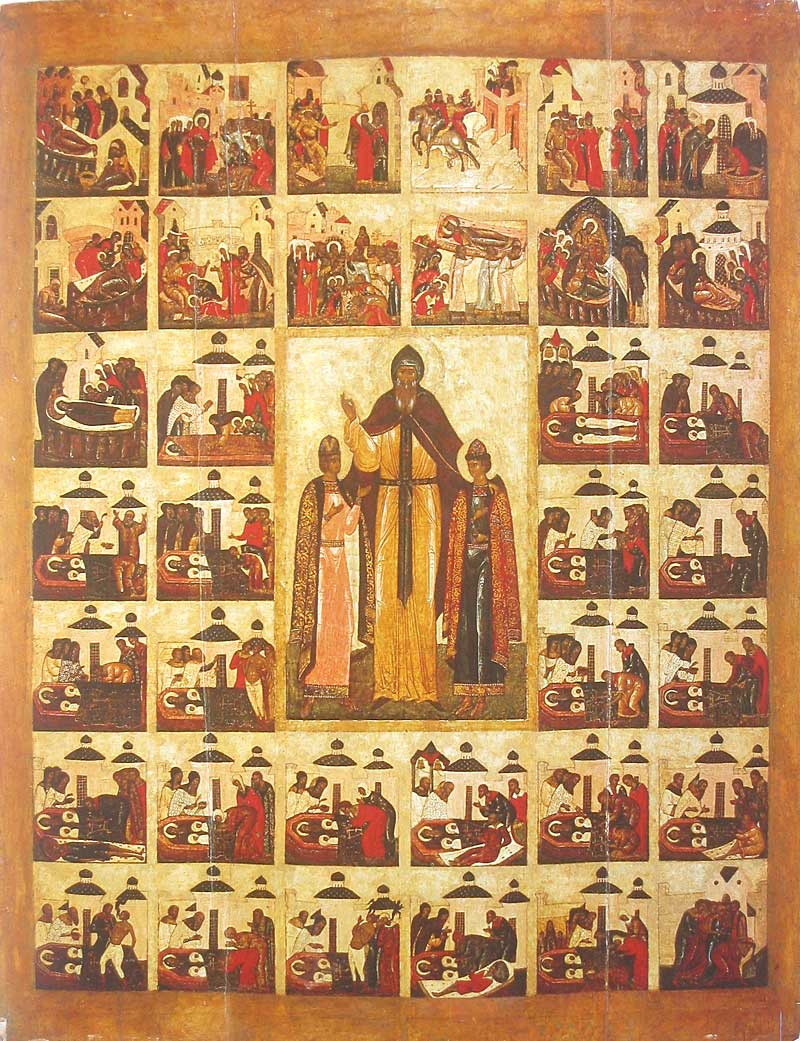
Икона «Ярославские князья Фёдор, Давид и Константин в житии», XVI век
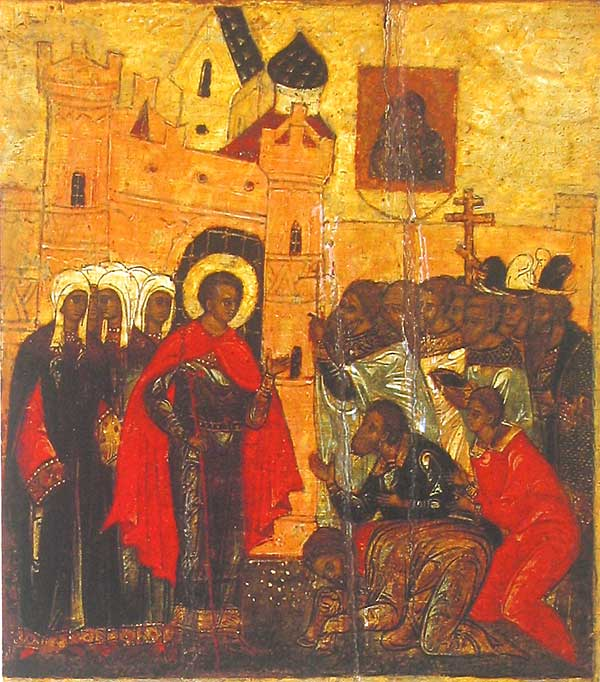
Приезд Фёдора в Ярославль
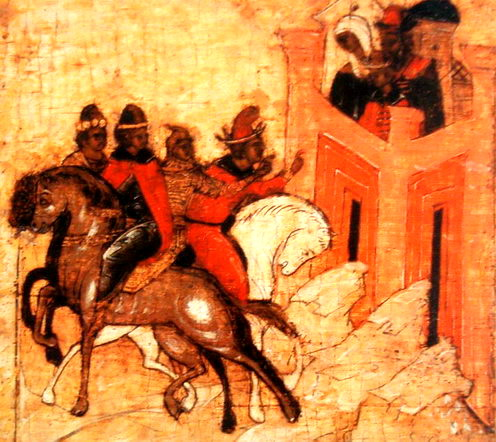
Неудачная попытка князя Фёдора вернуться в Ярославль
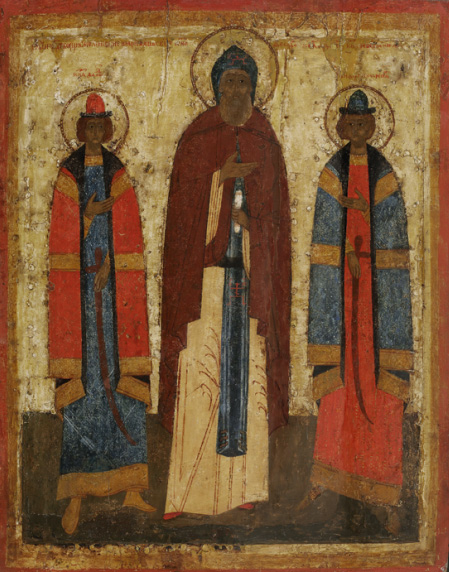
Икона с изображением Фёдора и сыновей, написанная вскоре после их канонизации

## В художественной литературе
Фёдор Ростиславич стал одним из персонажей романа Дмитрия Балашова «Младший сын» (1975 год) из цикла «Государи Московские».